# Квалификације за Светско првенство за жене 2003. (плеј-оф Конкакаф−АФК)
Плеј-оф утакмица Конкакаф−АФК у квалификационом такмичењу за Светско првенство у фудбалу за жене 2003. био је двомеч код куће и у гостима који је одредио једно место на финалном турниру који се одржао у САД. У плеј-офу су учествовали четвртопласирани тим из АФК-а, Јапан, и трећепласирани тим из Конкакафа, Мексико.

## Квалификоване репрезентације
| Конфедерације | Позиција                  | Екипа   |
| ------------- | ------------------------- | ------- |
| Конкакаф      | Конкакаф 2002 − 3. место  | Мексико |
| АФК           | Куп Азије 2003 − 4. место | Јапан   |

## Преглед
Жреб за редослед утакмица одржан је у седишту ФИФА у Цириху, Швајцарска, 4. марта 2003. Првобитно је било планирано да се утакмице одиграју 10. и 17. маја 2003. године. Међутим, због одлагања ФИФА Светског првенства за жене 2003, утакмице су се одиграле 5. и 12. јула 2003.
| Тим #1  | рез.  | Тим #2 | прва утакмица | друга утакмица |
| ------- | ----- | ------ | ------------- | -------------- |
| Мексико | 2 : 4 | Јапан  | 2 : 2         | 0 : 2          |

## Утакмице
| Мексико                              | 2 : 2    | Јапан                                      |
| ------------------------------------ | -------- | ------------------------------------------ |
| - Ирис Мора 60’ - Марлен Сандвал 76’ | Извештај | - Јајои Кобајаши 51’ - Томоми Мијамото 74’ |

| Јапан                                   | 2 : 0    | Мексико |
| --------------------------------------- | -------- | ------- |
| - Хомаре Сава 56’ - Карина Марујама 83’ | Извештај |         |

Јапан је победио укупним резултатом 4 : 2 и квалификовао се за Светско првенство у фудбалу за жене 2003.

## Голгетери
Укупно је постигнуто  6 голова у 2 утакмица, с просеком од 3 гола по утакмици.